# Dubai Tennis Championships 2022
Dubai Tennis Championships 2022, oficiálně Dubai Duty Free Tennis Championships 2022, byl společný tenisový turnaj mužského okruhu ATP Tour a ženského okruhu WTA Tour, hraný v areálu Aviation Club Tennis Centre na otevřených dvorcích s tvrdým povrchem. Dějištěm turnaje se stala Dubaj, metropole stejnojmenného emirátu ve Spojených arabských emirátech. Jednalo se o 30. ročník mužského a 22. ročník ženského turnaje.
Ženská část se konala mezi 14. až 19. únorem 2022 a patřila do kategorie WTA 500. Její celková dotace činila 768 680 dolarů. Mužská polovina navázala mezi 21. až 26. únorem 2022 v rámci kategorie ATP Tour 500. Dotace pro tuto polovinu dosáhla částky 2 949 665 dolarů. Nejvýše nasazenou se mezi ženami stala druhá hráčka žebříčku Aryna Sabalenková z Běloruska a v mužské části srbská světová jednička Novak Djoković. Po čtvrtfinálové prohře s českým kvalifikantem Jiřím Veselým opustil Srb pozici světové jedničky, na které figuroval nepřetržitě 86 týdnů. Na čele jej poprvé vystřídal Rus Daniil Medveděv. Jako poslední přímý účastník do dvouhry nastoupil 57. tenista pořadí Botic van de Zandschulp z Nizozemska.
Jubilejní desátý singlový titul na okruhu ATP Tour vybojoval Rus Andrej Rubljov. Pátou trofej z dvouhry okruhu WTA Tour si odvezla Lotyška Jeļena Ostapenková, jež se vrátila do elitní světové dvacítky. V mužské čtyřhře triumfovala německo-novozélandská dvojice Tim Pütz a Michael Venus, která udržela finálovou neporazitelnost a připsala si třetí společný titul. Ženský debl ovládl rusko-belgický pár Veronika Kuděrmetovová a Elise Mertensová, jehož členky vyhrály druhou společnou trofej.

## Rozdělení bodů a finančních odměn

### Rozdělení bodů
| Soutěž       | vítězové | finalisté | semifinalisté | čtvrtfinalisté | 16 v kole | 32 v kole | Q  | Q3 | Q2 | Q1 |
| ------------ | -------- | --------- | ------------- | -------------- | --------- | --------- | -- | -- | -- | -- |
| dvouhra mužů | 500      | 300       | 180           | 90             | 45        | 0         | 20 | —  | 10 | 0  |
| čtyřhra mužů | 500      | 300       | 180           | 90             | 0         | —         | 45 | —  | 25 | 0  |
| dvouhra žen  | 470      | 305       | 185           | 100            | 55        | 1         | 25 | 18 | 13 | 1  |
| čtyřhra žen  | 470      | 305       | 185           | 100            | 1         | —         | —  | —  | —  | —  |

### Finanční odměny
| Soutěž                              | vítězové  | finalisté | semifinalisté | čtvrtfinalisté | 16 v kole | 32 v kole | Q3      | Q2       | Q1      |
| ----------------------------------- | --------- | --------- | ------------- | -------------- | --------- | --------- | ------- | -------- | ------- |
| dvouhra mužů                        | 523 740 $ | 282 300 $ | 149 870 $     | 76 570 $       | 40 875 $  | 21 800 $  | —       | 11 170 $ | 6 270 $ |
| čtyřhra mužů                        | 171 670 $ | 91 560 $  | 46 320 $      | 23 160 $       | 11 720 $  | —         | —       | —        | —       |
| dvouhra žen                         | 104 180 $ | 64 800 $  | 37 500 $      | 17 500 $       | 9 000 $   | 6 200 $   | 3 000 $ | 2 000 $  | 1 500 $ |
| čtyřhra žen                         | 36 200 $  | 22 000 $  | 12 500 $      | 6 500 $        | 3 900 $   | —         | —       | —        | —       |
| částka ve čtyřhře je uvedena na pár |           |           |               |                |           |           |         |          |         |

## Dvouhra mužů

### Nasazení
| Stát                          | Hráč                  | ATP | Nasazení |
| ----------------------------- | --------------------- | --- | -------- |
| Srbsko                        | Novak Djoković        | 1.  | 1.       |
| Rusko                         | Andrej Rubljov        | 7.  | 2.       |
| Kanada                        | Félix Auger-Aliassime | 9.  | 3.       |
| Itálie                        | Jannik Sinner         | 10. | 4.       |
| Polsko                        | Hubert Hurkacz        | 11. | 5.       |
| Kanada                        | Denis Shapovalov      | 12. | 6.       |
| Rusko                         | Aslan Karacev         | 15. | 7.       |
| Španělsko                     | Roberto Bautista Agut | 16. | 8.       |
| Žebříček ATP k 14. únoru 2022 |                       |     |          |

### Jiné formy účasti
Následující hráč obdržel divokou kartu do hlavní soutěže:
- Malek Džazírí
- Andy Murray
- Lorenzo Musetti

Následující hráči postoupili z kvalifikace:
- Ričardas Berankis
- Taró Daniel
- Christopher O'Connell
- Jiří Veselý

Následující hráči postoupili z kvalifikace jako šťastní poražení:
- Alex Molčan
- Alexei Popyrin

#### Odhlášení
před zahájením turnaje
- Félix Auger-Aliassime → nahradil jej  Alexei Popyrin
- Borna Ćorić → nahradil jej  Jan-Lennard Struff
- Gaël Monfils → nahradil jej  Kwon Sun-u
- Botic van de Zandschulp → nahradil jej  Alex Molčan

## Mužská čtyřhra

### Nasazení
| Stát                                                                                   | Hráč          | Stát               | Hráč          | ATP | Nasazení |
| -------------------------------------------------------------------------------------- | ------------- | ------------------ | ------------- | --- | -------- |
| Chorvatsko                                                                             | Nikola Mektić | Chorvatsko         | Mate Pavić    | 3.  | 1.       |
| USA                                                                                    | Rajeev Ram    | Spojené království | Joe Salisbury | 7.  | 2.       |
| Austrálie                                                                              | John Peers    | Slovensko          | Filip Polášek | 18. | 3.       |
| Německo                                                                                | Tim Pütz      | Nový Zéland        | Michael Venus | 31. | 4.       |
| Žebříček ATP k 14. únoru 2022; číslo je součtem žebříčkového postavení obou členů páru |               |                    |               |     |          |

### Jiné formy účasti
Následující dvojice obdržely divokou kartu do hlavní soutěže:
- Abdulrahman Al Janahi /  Omar Alawadhi
- Saketh Myneni /  Ramkumar Ramanathan

Následující pár postoupil z kvalifikace:
- Alexandr Bublik /  Altuğ Çelikbilek

Následující páry postoupily z kvalifikace jako šťastní poražení:
- Dan Evans /  Ken Skupski
- Jonatan Erlich /  Jan-Lennard Struff

#### Odhlášení
před zahájením turnaje
- Marin Čilić /  Ivan Dodig → nahradili je  Jonatan Erlich /  Jan-Lennard Struff
- Karen Chačanov /  Andrej Rubljov → nahradili je  Dan Evans /  Ken Skupski

## Ženská dvouhra

### Nasazení
| Stát                         | Hráčka              | WTA | Nasazení |
| ---------------------------- | ------------------- | --- | -------- |
| Bělorusko                    | Aryna Sabalenková   | 2.  | 1.       |
| Česko                        | Barbora Krejčíková  | 3.  | 2.       |
| Španělsko                    | Paula Badosová      | 5.  | 3.       |
| Španělsko                    | Garbiñe Muguruzaová | 6.  | 4.       |
| Řecko                        | Maria Sakkariová    | 7.  | 5.       |
| Polsko                       | Iga Świąteková      | 8.  | 6.       |
| Estonsko                     | Anett Kontaveitová  | 9.  | 7.       |
| Tunisko                      | Ons Džabúrová       | 10. | 8.       |
| USA                          | Danielle Collinsová | 11. | 9.       |
| Ukrajina                     | Elina Svitolinová   | 15. | 10.      |
| Žebříček WTA k 7. únoru 2022 |                     |     |          |

### Jiné formy účasti
Následující hráčky obdržely divokou kartu do hlavní soutěže:
- Caroline Garciaová
- Alison Riskeová
- Majar Šarífová
- Věra Zvonarevová

Následující hráčka obdržela do hlavní soutěže zvláštní výjimku:
- Irina-Camelia Beguová

Následující hráčky postoupily z kvalifikace:
- Varvara Gračovová
- Marta Kosťuková
- Elena-Gabriela Ruseová
- Kateřina Siniaková
- Markéta Vondroušová
- Dajana Jastremská

Následující hráčky postoupily z kvalifikace jako šťastné poražené:
- Jil Teichmannová
- Ajla Tomljanovićová

#### Odhlášení
před zahájením turnaje
- Belinda Bencicová → nahradila ji  Veronika Kuděrmetovová
- Angelique Kerberová → nahradila ji  Elise Mertensová
- Anett Kontaveitová → nahradila ji  Ajla Tomljanovićová
- Anastasija Pavljučenkovová → nahradila ji  Camila Giorgiová
- Karolína Plíšková → nahradila ji  Jeļena Ostapenková
- Jelena Rybakinová → nahradila ji  Danielle Collinsová
- Maria Sakkariová → nahradila ji  Jil Teichmannová

v průběhu turnaje
- Markéta Vondroušová (poranění pravého přitahovače)

### Skrečování
- Danielle Collinsová (závrať)

## Ženská čtyřhra

### Nasazení
| Stát                                                                                  | Hráčka                 | Stát       | Hráčka                       | WTA | Nasazení |
| ------------------------------------------------------------------------------------- | ---------------------- | ---------- | ---------------------------- | --- | -------- |
| Japonsko                                                                              | Ena Šibaharaová        | Čína       | Čang Šuaj                    | 12. | 1.       |
| Rusko                                                                                 | Veronika Kuděrmetovová | Belgie     | Elise Mertensová             | 13. | 2.       |
| Chile                                                                                 | Alexa Guarachiová      | Chorvatsko | Darija Juraková Schreiberová | 23. | 3.       |
| Kanada                                                                                | Gabriela Dabrowská     | Mexiko     | Giuliana Olmosová            | 28. | 4.       |
| Žebříček WTA k 7. únoru 2022; číslo je součtem žebříčkového postavení obou členů páru |                        |            |                              |     |          |

### Jiné formy účasti
Následující páry obdržely divokou kartu do hlavní soutěže:
- Lucie Hradecká /  Sania Mirzaová
- Eden Silvaová /  Kimberley Zimmermannová

#### Odhlášení
před zahájením turnaje
- Alexa Guarachiová /  Nicole Melicharová-Martinezová → nahradily je  Alexa Guarachiová /  Darija Juraková Schreiberová

## Přehled finále

### Mužská dvouhra
- Andrej Rubljov vs.  Jiří Veselý 6–3, 6–4

### Ženská dvouhra
- Jeļena Ostapenková vs.  Veronika Kuděrmetovová, 6–0, 6–4

### Mužská čtyřhra
- Tim Pütz /  Michael Venus vs.  Nikola Mektić /  Mate Pavić, 6–3, 6–7(5–7), [16–14]

### Ženská čtyřhra
- Veronika Kuděrmetovová /  Elise Mertensová vs.  Ljudmyla Kičenoková /  Jeļena Ostapenková 6–1, 6–3